# Anton Wembacher
Anton Wembacher (15 de septiembre de 1955) es un deportista alemán que compitió para la RFA en luge. Su hermano Franz también es piloto de luge.
Ganó una medalla de bronce en el Campeonato Mundial de Luge de 1979, en la prueba doble.

## Palmarés internacional
| Campeonato Mundial | Campeonato Mundial | Campeonato Mundial | Campeonato Mundial |
| Año                | Lugar              | Medalla            | Prueba             |
| ------------------ | ------------------ | ------------------ | ------------------ |
| 1979               | Königssee (RFA)    | Medalla de bronce  | Doble              |